# باشگاه فوتبال البورتون ویلا
باشگاه فوتبال البورتون ویلا (به انگلیسی: Elburton Villa Football Club) یک باشگاه فوتبال در شهر پلیموث، کشور انگلستان است که در سال ۱۹۸۲ میلادی تأسیس شده‌است.